# Эвальд, Георг Генрих Август
Генрих Георг Август Эвальд (16 ноября 1803, Гёттинген — 4 мая 1875, там же) — немецкий библеист, гебраист и арабист.

## Биография
С 1827 года — профессор восточных языков в Гёттингенском университете. Несколько раз ездил в Берлин, Париж и Италию для изучения рукописей на семитических языках. В 1837 году был одним из семи профессоров, протестовавших против отмены ганноверской конституции 1833 года, за что был лишён кафедры.
С 1834 года — член-корреспондент Петербургской Академии наук.
В 1838 году перешёл в Тюбингенский университет; здесь у него завязалась полемика с католиками и новопиетистами, приведшая к его уходу из университета (история этой полемики рассказана им в брошюре «Ueber meinen Weggang von der Universität Tübingen mit andern Zeitbetrachtungen», Штутгарт, 1848).
В 1848 году вернулся в Геттингенский университет. С 1862 года принимал деятельное участие в ганноверских церковных делах и был одним из составителей ганноверского церковного устава 1863 года. В 1866 году вследствие отказа присягнуть на подданство Пруссии он должен был выйти в отставку, а за брошюру против прусского короля «Das Lob des Königs und des Volks» лишен был права чтения лекций. Был депутатом от Ганновера в северогерманском и германском рейхстаге, оставаясь в среде непримиримой гвельфской партии.

## Труды
Главнейшие труды относятся к библейской критике. Следуя де Ветте, Эвальд доказывает, что Пятикнижие — не произведение Моисея, а переработка нескольких древних источников многими жившими в разное время авторами. Начав свою критику с книги Бытия в «Die Composition der Genesis» (1823), в котором он, однако, старается ослабить резкость фрагментарной теории Фатера («Commentar über den Pentateuch», 1802), в дальнейших своих трудах («Studien und Kritiken», 1831) распространяет свою критику на всё Пятикнижие, а в капитальнейшем своём труде «Geschichte des Volkes Israel» (Геттинген, 7 т., 1843—59; 3-е изд., 1864—70) допускает участие в составлении Пятикнижия десяти авторов.
Древнейшим является автор «книги войн Иагве»; за ним следует автор «жизнеописания Моисея»; от этих книг сохранились ничтожные отрывки. Более сохранилось отрывков из книги «заветов», написанной во время Самсона, и из книги «происхождений», составленной при царе Соломоне; затем следуют два повествователя первобытных историй, жившие между 800—750 годами до н. э. и переработавшие все существовавшие до сих пор древние исторические сказания. В VII веке начинается обработка исторического материала для законодательных и пророческих целей сначала неизвестным автором, затем автором Второзакония, жившим при царе Манассии. В эпоху Иеремии жил автор «благословений Моисея». Живший в эпоху вавилонского пленения автор объединил книгу Второзакония с предшествующими ему трудами.
Позднейшими исследователями гипотеза Эвальда подверглась сильной критике и полной переработке. В отношении книг Нового Завета Эвальд применяет тот же критический метод и утверждает, что евангелия — не первоначальные записи событий жизни Иисуса Христа, а составлены на основании таких записей позже жившими авторами. Сюда относятся сочинения: «Die drei ersten Evangelien» (Геттинген, 1850; 2-e изд., 1871—72); «Die Sendschreiben des Apostels Paulus» (ib., 1857); «Die Johanneischen Schriften» (ib., 1861—62); «Sieben Sendschreiben des Neuen Bundes» (ib., 1870) и «Das Sendschreiben an die Hebräer und Jakobs Bundschreiben» (1870).
Кроме того, по библейской истории и критике ветхозаветных книг Эвальду принадлежат труды: «Hohe Lied und der Prediger Salomos» (Лпц., 1826); «Die Dichter des Alton Bundes» (Лпц., 1837—54; нов. изд. 1865—67); «Die Propheten des Alten Bundes» (2-е изд., Геттинген, 1867—68); «Altertümer des Volks Israel» (3-е изд., 1866; дополнение к его «Истории еврейского народа»).
В последнем своем труде «Der Lehre der Bibel von Gott oder Theologie des Alten und Neuen Bundes» (Лпц., 4 т., 1871—1878) он сделал на основании всей совокупности своих критических и экзегетических трудов опыт систематического изложения своих воззрений на Старый и Новый Завет. Незнакомство с талмудической и раввинской письменностью даёт себя чувствовать в его суждениях о иудаизме как в этом труде, так и в «Истории еврейского народа». Ему принадлежит также ряд грамматических и историко-литературных трудов по еврейскому и арабскому языкам, труды по общему и семитическому языковедению.